# Jobaháza
Jobaháza je obec v Maďarsku v župě Győr-Moson-Sopron, spadající pod okres Csorna. Nachází se asi 5 km jihozápadně od Csorny. V roce 2015 zde žilo 559 obyvatel. Dle údajů z roku 2011 tvoří 92,4 % obyvatelstva Maďaři, 0,9 % Romové, 0,2 % Poláci a 0,2 % Rumuni, přičemž 7,9 % obyvatel se ke své národnosti nevyjádřilo.
V Jobaháze se nachází zámek Dőry-Borsody-kastély, katolický kostel Svaté Trojice a evangelický kostel. Západně od obce se nachází lom, v němž je těžen štěrk, díky čemuž v něm vzniklo několik umělých jezer. Obcí prochází vedlejší silnice 8603. Severně od Jobaházy prochází nově vybudovaná dálnice M85, na níž se nachází exit 31 mezi Jobaházou a sousední obcí Farád.
První písemná zmínka o obci pochází z roku 1416.

## Sousední obce
| Růžice kompasu | Rábatamási |       | Farád  | Růžice kompasu |
| Růžice kompasu |            | Sever | Csorna | Růžice kompasu |
| Růžice kompasu | Jobaháza   |       | Csorna | Růžice kompasu |
| Růžice kompasu | Jih        |       | Csorna | Růžice kompasu |
| Růžice kompasu | Bogyoszló  |       |        | Růžice kompasu |